# Kopalina strategiczna
Kopalina strategiczna – pozaprawne określenie jednej z następujących kopalin (lub rodzaju kopalin):
- węglowodorów,
- węgla kamiennego,
- metanu występującego jako kopalina towarzysząca,
- węgla brunatnego,
- rud metali, z wyjątkiem darniowych rud żelaza,
- metali w stanie rodzimym,
- rud pierwiastków promieniotwórczych,
- siarki rodzimej,
- soli kamiennej,
- soli potasowej,
- soli potasowo-magnezowej,
- gipsu i anhydrytu,
- kamieni szlachetnych.

Złoża tych kopalin objęte są własnością górniczą, przysługującą na zasadzie wyłączności Skarbowi Państwa.